# 機械
機械、器械（きかい、フランス語、英語、オランダ語：machine、ドイツ語：Maschine）とは、広義には、ある力が有用な働きをなし、あるいは他のエネルギーの形態に変化する力の伝達を行うような装置の総称（Brockhausによる定義）。
通常の用語では機械（machine）は一般に簡単な構造を有する器具（implements）または道具（tools）とは区別され、2つ以上の抵抗物を組み合わせて互いに相関的運動を行う工作物をいう。日本語で「機械」は主に人力以外の動力で動く複雑で大規模なものを言い、「器械」のほうは、人力で動く単純かつ小規模なものや道具を指すことが多い。

## 説明

### 広義と狭義
機械は英語のmachineにあたる語で、ギリシヤ語のmakkiné又はmekhané、ラテン語のmachinaを語源とし「手段」を意味するものであった。
Oxford English Dictionary（1933年）では、広義には力を伝達しその作用を変えるために用いられるものをいうとし、狭義には一定の機能を営む数多くの連結した部分品からできた機械的な力を使用するための装置をいうとする。
広義の機械には梃子や車軸のような単純機械とそれらを組み合わせた複合機械がある。この定義では支点に支えられた梃子、使用中のプライヤー、用力点のある滑車なども機械に含まれる。しかし、これらには相関的運動がみられないため通常の意味では機械に含めない。相関的運動がみられないハンマー、鋸、のみ、鉋などの道具も通常の意味の機械には含まれない。

### 機械学上の定義
Webster's New International Dictionary（1951年）では、機械学上の広い意味では、歯車、滑車、車軸や心棒、ロープ、鎖やベルト、カム、ばね、密閉した液体等の機械的部分品を多少とも複雑化した結合体であって、ある予想された一定の方式でものを変化させるために設計されたものをいうとする。なお、農業機械学では農業用の機械だけでなく道具や器具などの農具も研究対象にしており各分野の研究対象は機械に限られない場合がある。
機械の定義は時代によって移り変わっており、歴史的には以下のような定義がある。

#### 蒸気機関以前
蒸気機関が開発されるまでの機械についての定義は、現代における建築に関わる記述中によく見られる。
- ウィトルウィウス説

古代ローマの建築家マルクス・ウィトルウィウス・ポリオが『建築十書』に記述した定義。機械を定義した言葉としてはもっとも古いといわれる。
- ツァイジング説

17世紀にツァイジング（Zeising）が原始的なクレーンから影響を受けて説いたと言われる定義。

#### 蒸気機関以降
蒸気機関が開発されると、建築以外の分野でも機械が多用され、機械を作るための機械である工作機械も作られるようになり機械の定義が拡張された。これが現代における機械の定義の原型とされる。
- ロイポルト説

18世紀、ドイツの工学者ロイポルト（Leupold）が説いた説。ロイポルトは高圧蒸気機関の原型を考えだした人物である。
- ルーロー説

19世紀、イギリスの技師フランツ・ルーローが『機械の力学』の中で説いた説。機械学者に支持が広まり、現在の定義の基礎となる。

#### 近代以降
ルーローの説より発展し、現在では機械とは次のような性質をもつ人工の道具を指すことが多くなった。
- 外からの力に抵抗してそれ自身を保つことのできる（＝非可塑性の）部品で構成されている
- 各部品が相対的かつ定まった運動をする
- 外部から供給されたエネルギーを有効な仕事に変換する

日本では江戸時代以前はおもにカラクリと呼ばれていた。明治時代以降、machineに対応する言葉として機械ということばを作った。

### 経済学上の定義
経済学でも様々な経済学者により機械が定義されてきた。
経済学的見地では、人間労働の技術的補助手段で、道具とは異なる自律作業能力をもち、人間の労働を軽減し同時に代替する作用を果たすものをいう。

## 歴史

### 古代から17世紀まで（産業革命以前）
機械は素朴な織機のように人力で動くものであったり、水車や風車、ウマなどを動力源として動いていた。
水車などに見られるように、動力源の単純な運動を別種の運動に変換する必要性から機械は徐々に複雑なものとなり、歯車やカム、滑車、クランクといった機構が次第に開発されていった。
こうした近代化以前の機械のなかでもっとも精巧なものは時計であり、1736年にはジョン・ハリソンが正確なクロノメーターを完成させるなど、18世紀ごろにはヨーロッパにおいてかなりの精度の時計が生産できるようになっていた。時計産業は多くの部品を必要としたため個人での制作は効率が悪く、必然的に分業により制作する方式を採用していたが、これによって精度の高い部品を正確に組み合わせることのできる高度な技能を持った職人集団が成立し、この技術を他の機械製作にも応用することで蒸気機関や紡績機といった高い精度の必要とされる機械の生産が可能となり、産業革命の技術的基礎となった。また、1690年にドニ・パパンが原始的な蒸気機関を開発し、1712年にはトマス・ニューコメンによって蒸気機関が実用化された。
- 古代から用いられていたカタパルト（投石機）のレプリカ。
- ウィトルウィウス（紀元前1世紀の人物）の記述から復元した古代ローマの水力製粉機の模型。
- 人力の織機
- ツィットグロッゲのムーヴメント（ベルン、1218年～）。現在も使われている大型の機械式時計。
- レオナルド・ダ・ヴィンチの飛行機械のアイディアスケッチ（1488年）
- 「Machine Arithmétique マシーヌ・アリトゥメティック（算術機械）」や「Pascaline パスカリーヌ 」と呼ばれているもの（フランスの数学者・思想家のブレーズ・パスカルが1645年に発明）。初期の機械式計算機。

### 産業革命以降
産業革命はまず、紡織機械の改善からスタートした。
1733年にジョン・ケイが飛び杼を開発したのを皮切りに、1764年にはジェームズ・ハーグリーブスがジェニー紡績機を開発して紡績工程が改善され、1770年にはリチャード・アークライトが水力紡績機を開発することで紡績機械は人力から動力を利用するものへと変化した。
1769年にはジェームズ・ワットが復水器を独立させた新しい蒸気機関を開発し、これによって真に強力な動力源を得た人類は工業化を行うことが可能となった。
1785年にはエドモンド・カートライトが蒸気機関を動力とした力織機を開発した。蒸気機関を交通に応用することも行われ、1804年にはリチャード・トレビシックが蒸気機関車を発明し、1807年にはロバート・フルトンが蒸気船を実用化することで、輸送機械と呼ばれる新たな機械が誕生した。
また、1800年にはヘンリー・モーズリーが実用的なねじ切り旋盤を発明したことによってボルトとナットの生産が容易になり、機械化の基盤となった。このことから、モーズリーは工作機械の父とも呼ばれる。
- ニューコメンの蒸気機関（1712年）
- ジェニー紡績機（1764年開発）
- アークライトの水力紡績機（1771年開発）
- ジェームズ・ワットらの蒸気機関（1784年）
- ヘンリー・モーズリーの旋盤（1797年-1800年ころのもの）

### 19世紀以降
19世紀に入るとこうした機械技術の進歩を基盤として工業化が急速に進むようになり、それまで人力によって行われていた工業分野が次々と機械化されていくようになった。
大規模な産業機械が工場に備え付けられるようになり、成立した工場制機械工業は世界の工業化を急速に推し進めることとなった。
19世紀後半にはミシンや洗濯機が発明され各家庭に徐々に普及し、家事労働にも機械が使われるようになっていった。
- シンガーが1854年に特許を取得したミシン（縫製機械）
- ボンサックのタバコ巻き上げ機（1881年 特許取得）
- 19世紀の手回し式洗濯機

19世紀の終わりころにはアメリカで発明家トーマス・エジソンによって電力会社が設立され、そこで天才ニコラ・テスラも雇われたことで三相交流や電気モーターの研究・利用が推進されることになった。20世紀初期には電気式の掃除機も発明された。
- 20世紀前半の工場の機械でしばしば採用された布ベルトによる動力伝達。
- フォード・モデルT （1908年発表）。これを製造する中で、ベルトコンベアを用いた大量生産の基本形が出来上がっていった、とも評される。
- 豊田自動織機。（無停止杼換式豊田自動織機 G型、1924年）。自動織機の一種。現在の「世界のTOYOTA」の原点。
- Nilfiskの掃除機（1920年のもの）
- 製紙工場の紙製造機械とオペレーターたち（1930年代）
- 黎明期の電子計算機の一例、1940年代のENIAC
- PET 2001（1977年)。パーソナルコンピュータ（個人所有用のコンピュータ）として初期の一台。
- ASIMO（2000年）。二足歩行する機械。

## 機械の分類

### 産業分類上の分類
産業分類（機械器具製造業）では、はん用機械器具、生産用機械器具、業務用機械器具、電気機械器具、情報通信機械器具、輸送用機械器具に分類される（他に電子部品・デバイス・電子回路も機械器具製造業に含む）。
| - はん用機械器具 - ボイラ・原動機 - ポンプ・圧縮機器 - 一般産業用機械・装置（コンベヤ、クレーンなど） - その他のはん用機械 - 生産用機械器具 - 農業用機械 - 建設機械・鉱山機械 - 繊維機械 - 化学繊維機械・紡績機械 - 製織機械（織機）・編組機械（編機） - 縫製機械（ミシンなど） - 生活関連産業用機械 - 食品機械 - 木材加工機械 - パルプ装置・製紙機械（抄紙機など） - 印刷機・製本機・紙工機械 - 包装機（en:Packaging machinery）・荷造機械 - 基礎素材産業用機械 - 金属加工機械 - 半導体製造装置・フラットパネルディスプレイ製造装置 - その他の生産用機械 - 真空装置 - ロボット | - 業務用機械器具 - 事務用機械器具 - サービス用・娯楽用機械 - 計量器・測定器・分析機器・試験機・測量機械器具・理化学機械器具 - 医療用機械器具 - 光学機械（映画撮影機、映写機など） - 武器 - 電気機械器具 - 発電用機器・送電用機器・配電用電気機械器具 - 産業用電気機械器具 - 民生用電気機械器具 - 厨房機器 - 空調機器・住宅関連機器 - 衣料衛生関連機器（洗濯機、衣類乾燥機、電気アイロンなど） - 情報通信機械器具 - 通信機械器具（電話機、ファクシミリ、携帯電話機など） - 映像機械器具・音響機械器具（ビデオカメラ、マイクロホン、ヘッドフォンなど） - 電子計算機 - 輸送用機械器具（輸送機械） - 自動車 - 鉄道車両 - 自転車 - 船舶 - 航空機 - その他の輸送用機械（フォークリフトなど） |

### 機械遺産分類
機械遺産分類では、工作機械、動力・エネルギー機械、交通機械、産業機械、測定器・実験機器、機械構造物、機巧・機械要素、その他の資料に分類される。
| - 工作機械 - 工作機械（切削加工） - 工作機械（塑性加工） - その他の工作機械 - 動力・エネルギー機械 - 外燃機関 - 内燃機関 - 流体機械 - 発電機・電動機 - その他の動力機械 - 交通機械 - 自動車 - 鉄道 - 船 - 航空機 - 自転車 - その他の交通機械 | - 産業機械1 - 製鉄製鋼機械 - 鋳造機械 - 鉱山機械 - 食品製造機械 - 木工機械 - 繊維機械 - 製紙機械 - 印刷機械 - 化学機械 - 産業機械2 - 農林水産機械 - 土木建設機械 - 医療機械 - 窯業機械 - 電気機械 - 荷役・運搬機械 - その他の産業機械 - 測定器・実験機器 - 機械構造物 - 機巧・機械要素 - その他の資料 |

## ギャラリー
- 建設機械の一例、油圧ショベル
- 自動車のエンジン（内燃機関）の一例、F1レース用エンジンの例
- 航空機の一例、ヘリコプター
- 風力発電機
- 産業用ミシン。
- 産業用ロボットの一例、腕型ロボット
- CNC（数値制御）の工作機械

## メカ
メカとは、メカニズムの略語であるが、フィクションの分野（アニメやライトノベル、SF映画など）においては特に「空想的な機械装置」を指す用語になっている。

## 関連項目

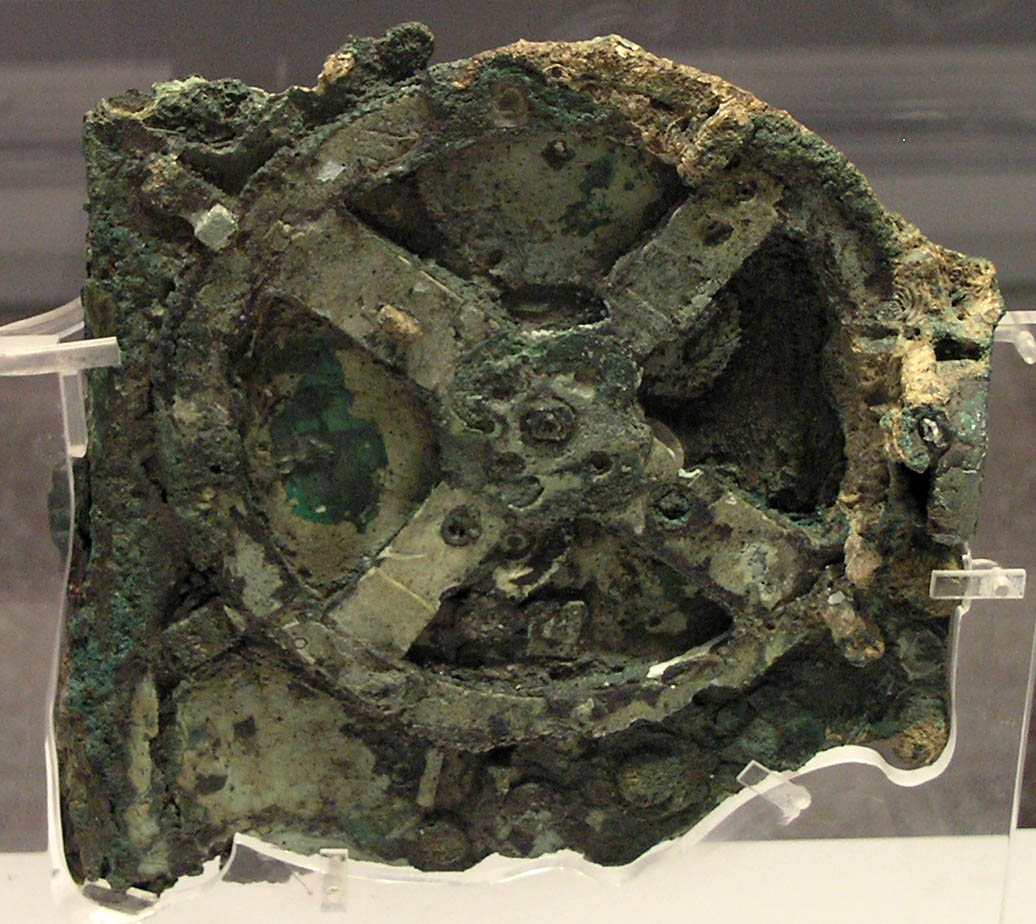
アンティキティラ島の機械。紀元前150 - 100年に製作されたと考えられている天文計算機械。